# Général Idi Amin Dada : Autoportrait
Pour les articles homonymes, voir Autoportrait (homonymie).
Pour plus de détails, voir Fiche technique et Distribution.
Général Idi Amin Dada : Autoportrait est un documentaire franco-suisse réalisé par Barbet Schroeder, sur le président ougandais Idi Amin Dada, sorti en 1974. Ce film a été commandité par Le Figaro.

## Synopsis
Le film semble mélanger réalité et fiction, tant le dictateur ougandais a « joué » son propre personnage. À aucun moment le réalisateur ne juge ou ne prend parti, pour mieux capturer l'exubérance du personnage, connu par ailleurs pour sa brutalité dans l'exercice du pouvoir. 

## Fiche technique
- Réalisation : Barbet Schroeder
- Photographie : Nestor Almendros
- Son : Antoine Petitjean et Alain Sempé
- Montage : Denise de Casabianca et Dominique Auvray
- Production : Jean-Pierre Rassam , Jean-François Chauvel (Le Figaro et ORTF)
- Distributeurs : Les Films du losange et CFDC
- Durée : 92 minutes
- Date de sortie : 29 mai 1974 , France
- Nombre d'entrées : 250 187 entrées (dont 161 175 à Paris)[2]

## Distribution
- Idi Amin Dada
- Fidel Castro
- Golda Meir

## Tournage
Jean-Pierre Rassam, qui faisait une série de télévision sur les hommes d’État, demande à Barbet Schroeder si un homme d’État l'intéresse, il répond qu'il est intéressé par Amin Dada pour son caractère caricatural. Rassam lui promet que si le film est réussi, il sera destiné au cinéma et non à la télévision mais qu'une version de 52 minutes sera diffusée à la télévision.
Ne souhaitant pas juger Amin Dada, Schroeder fit mine de se mettre à son service à tel point qu'il ira jusqu'à diriger quelques fois la caméra (à un moment du film, Amin Dada dit : « filmez l'hélicoptère »). Un conseil des ministres a été organisé pour le film car Schroeder disait à Amin Dada que les gens allaient penser qu'il était un dictateur qui décidait seul de tout. Après la sortie du film, ayant eu vent des nombreux rires de spectateurs, il demanda à son ami Kadhafi d'obtenir la version diffusée dans les salles de cinéma, Kadhafi demanda à ses amis de l'IRA de consulter le film, ils allèrent à Londres voir le film et firent un rapport sur ce qui était dit dans la version destinée au cinéma. Amin Dada demanda quelques coupes (2 minutes et demie) comme le passage relatant la mésaventure de son ministre des affaires étrangères dont le corps sera donné aux crocodiles ou la dernière phrase du film disant qu'Amin Dada était une image déformée des occidentaux. Schroeder avait d'abord refusé les coupes mais Amin Dada prit les 132 citoyens Français d'Ouganda, les plaça dans un hôtel de Kampala entouré de militaires, en leur donnant le numéro de Schroeder et en leur disant que Schroeder était le seul qui pouvait faire quelque chose pour eux, Schroeder accepta donc ces coupes, il mit à l'entrée des salles le détail des coupes et dans le film, il indiqua les coupes et leur durée. Il les réintégra à la chute d'Amin Dada.
Schroeder évoque le fait qu'il avait offert un vase gravé à Amin Dada et que celui-ci avait fait convier la presse pour se représenter avec son ami metteur en scène. Schroeder refusait de dîner avec Amin Dada par éthique. Schroeder rapporte également qu'il y avait des coupures de courant en Ouganda engendrées par les cadavres qui se bloquaient dans les turbines du barrage électrique lorsque les crocodiles n'avaient plus faim. A travers ce film, il voulait montrer le mal, chose qu'il poursuivra en faisant une « trilogie du mal » (comprenant L'Avocat de la terreur sur Jacques Vergès après un premier échec de documentaire sur les khmers rouges du fait d'un manque de soutien de la part des diffuseurs, et Le Vénérable W. sur Ashin Wirathu).
Le tournage a été effectué en inversible 16 mm car il permettait un gonflage correct en 35 mm. Le film sera restauré numériquement en 2017, cette restauration obtiendra l'aval de Barbet Schroeder qui ajoute que les restaurations numériques sont très adaptées aux pellicules 16 mm. Il y avait 7h30 de rush — très répétitifs selon Schroeder — effectués en 3 semaines et le montage a duré 6 mois. Par ailleurs, lorsque Schroeder réalise le tournage, Amin Dada a déjà fait l'objet de 18 attentats.

## Réception
Le film a été montré dans les salles de cinéma sud-africaines. Plusieurs personnes ont souhaité acheter des copies du film pour des pays peu intéressés par l'exploitation du film comme le Zaïre ou l'Iran, ceci pouvait être expliqué par le fait que les dirigeants souhaitaient avoir connaissance de ce qu'il se passait en Ouganda, ainsi une copie du film était un cadeau qui pouvait être apprécié de ces dirigeants, il a donc été proposé à ces personnes d'acheter les droits pour chaque pays afin de pouvoir réaliser des copies du film.
Plusieurs journaux et revues français ont commenté le film dont Présence africaine.
Au départ d'Amin Dada du pouvoir, la copie du film de 52 minutes destinée à la télévision sera retrouvée en Ouganda et brûlée sur la place publique.